# Función de pérdida

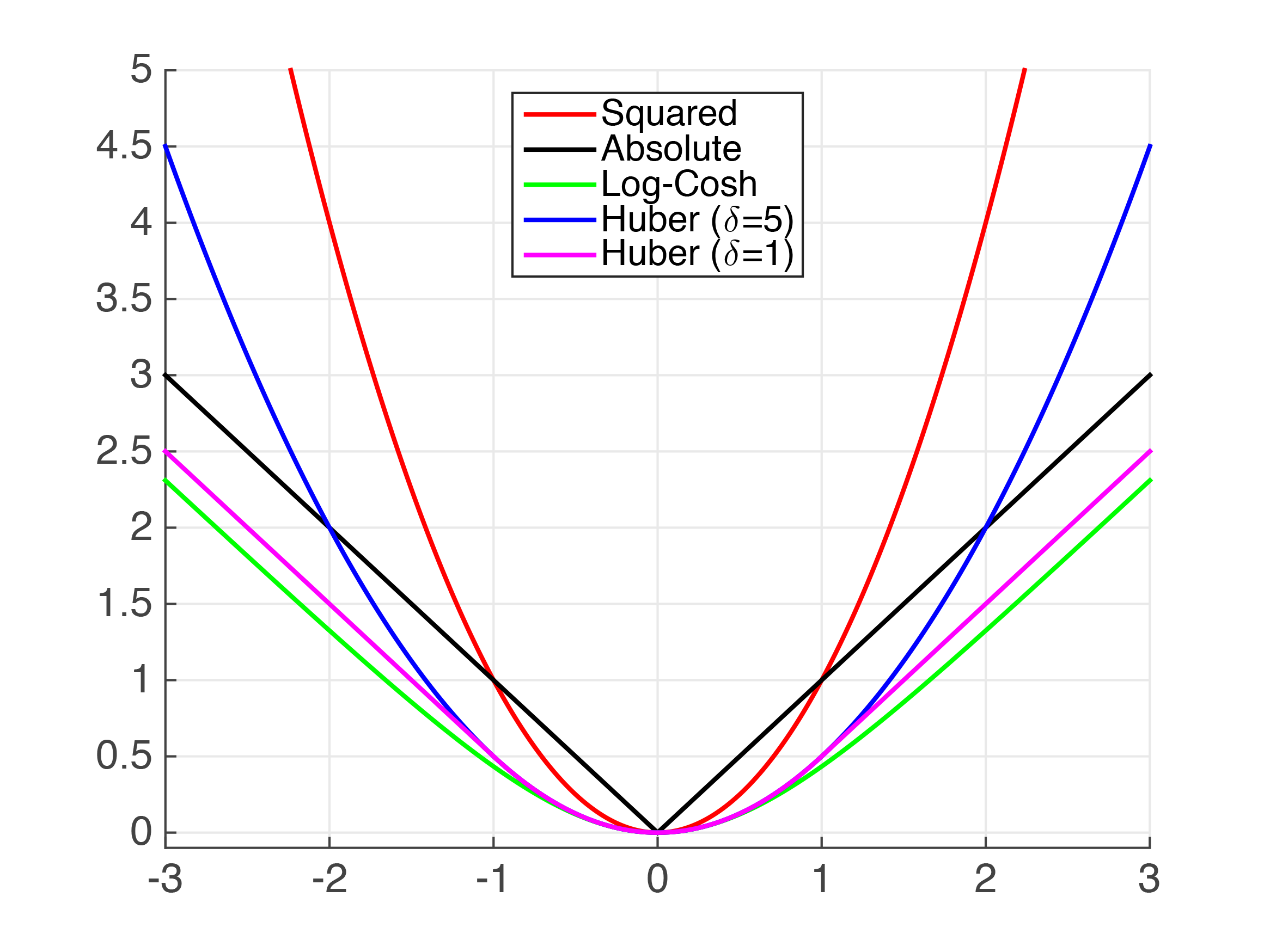
Varias pérdidas de regresión

En estadística, optimización matemática, teoría de la decisión y economía, la función de pérdida es una función que relaciona un evento (técnicamente un elemento de un espacio de muestreo) con un número real que representa el coste económico asociado con el evento.
Las funciones de pérdida en economía se expresan normalmente en términos monetarios. Por ejemplo:
{\displaystyle \ \$={\frac {\mathrm {perdida} }{\mathrm {tiempo} }}}
Son posibles otras medidas del coste, por ejemplo mortalidad o morbilidad en el campo de la salud pública o ingeniería de seguridad.
Las funciones de pérdida son complementarias de las funciones de utilidad que representan beneficio y satisfacción. Típicamente, para utilidad U:
{\displaystyle \ \mathrm {perdida} =k-U}
donde k es una constante arbitraria.

## Función de pérdida deGen'ichi Taguchi

### Introducción
¿Cómo podemos medir la calidad? Las respuestas que habitualmente se dan son: “verificando si se cumplen las especificaciones”, “trabajando según la filosofía de cero defectos”, “buscando cumplir los requisitos del cliente”... El Dr. Taguchi propone una visión diferente —y más amplia— de la calidad; la relaciona con los costes y la pérdida monetaria (en euros), no únicamente para el fabricante, sino también para el cliente y, aún, para la sociedad.
¿Qué es pérdida y quiénes pagan por ella? Generalmente pensamos que es un coste de manufactura inherente al producto y que quien paga por ella es el cliente. Cuando el cliente deja de pagarla, el fabricante está fuera del mercado.
Inicialmente, el fabricante paga los costes de garantía, después de que el período de garantía termina, el cliente debe pagar por reparar el producto. Pero, de manera indirecta, es el fabricante quien finalmente va a pagar como resultado de la reacción negativa del cliente. Además, incurre en costes que son más difíciles de manejar, como:
- Devoluciones.
- Costes de garantía
- Clientes insatisfechos
- Tiempo y dinero gastado por el cliente
- Efectos secundarios perjudiciales
- Pérdida eventual de participación en el mercado

El Dr. Taguchi relaciona directamente la calidad con estos costes, de forma que en sus desarrollos matemáticos la pérdida se relaciona directamente con la variabilidad del producto. Así, cuanto más cerca esté el producto del objetivo, menor será la pérdida.
Esto se puede entender considerando la definición de la calidad de Taguchi:
"Calidad es la pérdida que un producto o servicio ocasiona a la sociedad desde que es expedido".
Con esta definición, la calidad se puede medir. La medimos como un coste, en euros. La pérdida generada a la sociedad no se refiere únicamente a la empresa, sino a la sociedad en general. La definición de Taguchi tiene en cuenta al cliente a la hora de medir la calidad de un producto.
Con la función de pérdida de Taguchi se cuantifica la calidad en función de la desviación de una característica respecto a su valor nominal, de la dispersión que presente nuestra producción alrededor de este valor nominal, y de la repercusión que ambas métricas tienen sobre el cliente y los costes internos.
La función de pérdida de Taguchi nos ayuda a evaluar cuánto cuesta reducir la variabilidad de nuestra producción, y cómo repartir este coste de manera equitativa con el cliente.

### Formulación de la Función de Pérdida para una característica del tipo "Nominal es mejor"
La función de pérdida del Dr. Taguchi es una aproximación en Serie de Taylor alrededor de un valor meta o nominal “m”. En dicha serie Taylor, se desprecian lor términos de orden tres y superiores.
La función de pérdida se expresa según la ecuación siguiente:
L(y) = k(y - m)2
donde:
- L(y) = pérdida (expresada en €)
- y = valor de la característica de calidad, por ejemplo: longitud, temperatura, concentración, acabado de la superficie, peso, etc.
- m = valor nominal de y
- k = constante.

El Dr. Taguchi plantea que la pérdida es una función continua. La pérdida no ocurre repentinamente, como cuando al caminar por el borde de un precipicio uno se cae. La representación cuadrática de la Función de Pérdida, L(y), tiene, por definición, estas características:
- L(y) es mínima cuando y = m
- L(y) aumenta en la medida en que y se desvía de m
- L(y) aumenta más lentamente cuanto más cercana está de m, y se incrementa más rápidamente a medida que se desvía más de m.
- L(y) se expresa en unidades monetarias.

- Datos: Q1036748